# Lyzane Potvin
Lyzane Potvin, née en 1977 au Lac Saint-Jean,, est une artiste québécoise. Peintre, elle est également performeuse.

## Expositions et performances

### Personnelles
- 2005 : « Je suis une truie »[3],[4],[5]
- 2009 : « Punissez-moi »
- 2010 : « Mes monstres »[6]
- 2011 : « La Fabrication de la haine »[7]
- 2012 : « Débauchée » (commissaire d'exposition Jean-Michel Marchais, Trafic galerie), galerie Villa 111, Ivry-sur-Seine

### Collectives
- 2005 : « ...Girls, Girls, Girls... »[8]
- 2008 : « Pas sage », Trafic galerie[9], Paris
- 2009 : « J'écris ton nom Liberté[10] », Trafic galerie, Paris

## Publications
- Illustrations de Une toile à langue de Denis Lefrançois, éd. des écrivains, 2001
- Freak Wave, n° 1, collectif, éd. Orbis Pictus Club, 2008
- Femmes, collectif, éd. Hermaphrodite, 2008[11]
- Mes monstres, éd. Langage Plus, 2009[12]